# Macrostylis wolffi
Macrostylis wolffi är en kräftdjursart som beskrevs av Boris Vladimirovich Mezhov 1988. Macrostylis wolffi ingår i släktet Macrostylis och familjen Macrostylidae. Inga underarter finns listade i Catalogue of Life.